# Лофельден
Лофельден (нем. Lohfelden) — община в Германии, в земле Гессен. Подчиняется административному округу Кассель. Входит в состав района Кассель.  Население составляет 13 749 человек (на 31 декабря 2010 года). Занимает площадь 16,57 км².